# 斯卡島
斯卡島（丹麥語：Skarø），是丹麥的島嶼，處於菲英島以南，屬於南菲英群島的一部分，由斯文堡市鎮負責管轄，面積1.97平方公里，2018年人口32，人口密度每平方公里16人。